# Nancy Fraser
Nancy Fraser (Baltimore, 20 de mayo de 1947) es una filósofa política, intelectual pública y feminista estadounidense. Ha ejercido como profesora de ciencias políticas y sociales. En la actualidad es profesora de filosofía en The New School en Nueva York.  Es ampliamente conocida por sus críticas y contribuciones teóricas en el ámbito de la filosofía política, especialmente es cuestiones de política de la identidad, sobre el constructo de justicia social y la teoría feminista.

## Carrera académica
Fraser obtuvo el grado de Bachiller en filosofía en el Bryn Mawr College en 1969. Recibió su doctorado (PhD) en la Graduate Center of the City University of New York en 1980. Sus áreas de especialización incluyen teoría política y social, teoría feminista, siglo XIX y XX de pensamiento europeo y estudios culturales.   Enseñó en el departamento de filosofía de la Universidad de Northwestern antes de moverse a New School. Ha sido profesora visitante en universidades en Alemania, Francia, España y Países Bajos. Ha sido invitada a dictar en las Tanner Lectures de la Universidad de Stanford y en las Spinoza Lectures de la Universidad de Ámsterdam. Le ha sido concedido el doctorado honoris causa por cuatro universidades, en tres países diferentes. Ganó  el Premio Alfred Schutz en Filosofía Social 2010, concedido por la Asociación Americana de Filosofía. Es presidenta de la División Este de la Asociación Americana de Filosofía. Además de sus numerosas publicaciones y conferencias, Fraser es también redactora de Constellations, revista internacional de teoría crítica y teoría democrática, de la que fue fundadora y durante muchos años coeditora.

## Algunas aportaciones sobre el concepto de justicia social
Fraser considera que la justicia social es un concepto complejo que comprende varias dimensiones interrelacionadas: la distribución de recursos, el reconocimiento y la representación. Sobre esta cuestión destaca el famoso debate con el filósofo alemán Axel Honneth, en el libro Redistribution or Recognition? A Political-Philosophical Exchange, publicado en 2003. En líneas generales, Fraser aboga por un acercamiento neo-pragmático que permita un análisis democrático de las instituciones y de los movimientos sociales. Sus aportaciones teóricas se sustentan en la teoría feminista, la teoría crítica y el posestructuralismo.
Fraser emplea una síntesis de elementos de la Teoría crítica y del posestructuralismo para superar la "falsa antítesis" entre ambas escuelas, así como para alcanzar una comprensión más completa de los temas sociales y políticos contemporáneos. La autora arguye que la justicia puede ser entendida en dos ámbitos separados pero interrelacionados. La justicia distributiva, que hace referencias a los recursos materiales; y la justicia del reconocimiento, que hace referencia a las cuestiones identitarias de los grupos sociales. En este marco, plantea la existencia de formas de injusticia social como la maldistribución y el no-reconocimiento.       
Fraser argumenta que un gran número de movimientos sociales en la década de 1960 y 1970 proponía reivindicaciones relacionadas con la raza, el género, la orientación sexual, la etnicidad. En este contexto, el foco en corregir el no-reconocimiento de estas cuestiones eclipsó la importancia de los problemas por mala distribución. La focalización excesiva en cuestiones de la identidad desvío la atención sobre los efectos del neoliberalismo, la acumulación de capital y la creciente desigualdad económica que caracteriza a muchas sociedades.

## El posicionamiento feminista de Nancy Fraser
En un trabajo reciente, Fraser va más allá y relaciona el estrechamiento del foco en las cuestiones de la identidad con la creciente brecha entre ricos y pobres, aludiendo particularmente al feminismo liberal, al cual Fraser llama "sirviente (handmaiden) del capitalismo". Reflexionando sobre el libro Lean In, de Sheryl Sandberg, la autora explica que:                        
“Para mí, el feminismo no es simplemente un asunto de poner un puñado de mujeres individuales en puestos de poder y privilegio dentro de la actual jerarquía social. Es ir más allá y superar estas jerarquías. Esto requiere desafiar las fuentes estructurales de la dominación de género en la sociedad capitalista, sobre todo, la institucionalización de supuestamente dos tipos de trabajo: por un lado, aquella llamada trabajo productivo, históricamente asociado con hombres y remunerado a través de salarios; por el otro lado, las actividades de cuidar, habitualmente no remuneradas y aún ejecutadas principalmente por mujeres. Desde mi punto de vista, esta división jerarquizada y generizada de la producción y la reproducción es una estructura que define la sociedad capitalista y una fuente profunda de asimetrías de género imbricada en ella. No puede haber emancipación de la mujer mientras estas estructuras se mantengan intactas" 